# Wilhelm Tell (1990)
Wilhelm Tell ist die 1990 geschaffene Aufzeichnung des Deutschen Fernsehfunks einer Inszenierung des gleichnamigen Dramas Friedrich Schillers von Christoph Schroth am Mecklenburgischen Staatstheater Schwerin.

## Handlung
Da es sich hierbei um die Theaterinszenierung handelt, siehe: Wilhelm Tell

## Produktion
Die Premiere dieser Inszenierung fand Anfang 1989 im Mecklenburgischen Staatstheater Schwerin statt. Hier wurde auch die Vorstellung in der Ausstattung von Lothar Scharsich mit den Kostümen von Maria Schorr 1990 aufgezeichnet.
Die Erstausstrahlung erfolgte im 2. Programm des Deutschen Fernsehfunks am 25. März 1990.

## Kritik
Die Fernsehzeitschrift FF dabei schrieb in ihrer Ausgabe Nr. 13/1990, dass die Inszenierung konsequent und hart an die Gegenwart herangeholt wurde.